# Halil İbrahim Kara
Halil İbrahim Kara (* 26. September 1972 in İzmit) ist ein ehemaliger türkischer Fußballspieler. Durch Tätigkeit für Kocaelispor und Fenerbahçe Istanbul wird er mit diesen Vereinen assoziiert. Besonders durch seine Tätigkeit bei Kocaelispor wird er von Vereins- und Fanseiten als fester Bestandteil jener als legendär bezeichneten Mannschaft gesehen, die in der Spielzeit 1991/92 als Überraschungsmannschaft Herbstmeister wurde und die Saison als Tabellenvierter beendet hatte.

## Spielerkarriere

### Verein
Kara begann seine Vereinsfußballkarriere beim Erstligisten Kocaelispor. Bei diesem Verein wurde er 1990 neben seiner Tätigkeit bei der Reservemannaft, die damals als PAF takımı bezeichnet, auch am Training der Profis beteiligt. Sein Profidebüt gab er am 26. September 1990 in der Pokalbegegnung gegen Karagümrük SK. Im Sommer 1991 wurde er schließlich mit einem Profivertrag ausgestattet und endgültig in die Profimannschaft involviert. Am Saisonende feierte er mit seiner Mannschaft die Meisterschaft der Spielzeit 1991/92 und stieg in die 1. Lig auf. Kara kam während dieser Spielzeit als Ergänzungsspieler zu sporadischen Einsätzen. In die 1. Lig aufgestiegen avancierte Karas Mannschaft zur Überraschungsmannschaft der Erstligasaison 1992/93. So eroberte die Mannschaft von Saisonbeginn an die Tabellenführung und wurde überraschend Herbstmeister. In der Rückrunde gelang es Kocaelispor nicht mehr die gleiche Leistung wie in der Hinrunde abzurufen und verlor so die Tabellenführung. Dennoch beendete man die Spielzeit auf dem 4. Tabellenplatz und erreichte so die beste Platzierung der Vereinsgeschichte. Kara spielte diese Spielzeit fast ausschließlich in der Stammformationen und avancierte wie viele seiner Mitspieler zu den Shootingstars der Liga. In den nächsten beiden Spielzeiten belegte Kara mit seinem Verein Tabellenplätze im oberen Tabellendrittel. Kara festigte seine Position innerhalb der Mannschaft und stieg erst zum Türkischen U-21-Nationalspieler und wenig später zum Türkischen Nationalspieler auf.
Im Sommer 1995 verließ er Kocaelispor und wechselte innerhalb der Liga zum Istanbuler Spitzenklub Fenerbahçe. Bei seinem neuen Verein wurde er vom brasilianischen Trainer Carlos Alberto Parreira zwar nicht als unumstrittener Stammspieler eingesetzt, jedoch kam Kara bei den meisten Pflichtspielen zum Einsatz und spielte acht Wochen lang als Stammspieler. Zum Saisonende wurde dann Kara mit seinem Verein türkischer Meister. Zudem wurde er mit seiner Mannschaft beim vorsaisonlichen TSYD-Turnier Sieger. In der nächsten Saison absolvierte Kara ebenfalls die meisten Pflichtspiele seines Teams. Ab dem Sommer 1997 verlor er dann seine sichere Stellung innerhalb der Mannschaft und kam nur gelegentlich zu Spieleinsätzen.
Im Sommer 1999 verließ er dann Fenerbahçe und kehrte zu seinem alten Verein Kocaelispor zurück. Hier spielte er zwei Spielzeiten und beendete anschließend seine Karriere.
2005 kehrte er beim Viertligisten Gölcükspor zum Profifußball zurück und spielte hier ein weiteres Jahr. Anschließend beendete er seine Karriere endgültig.

### Nationalmannschaft
Kara spielte das erste Mal für die türkischen Nationalmannschaften während seiner Zeit bei Kocaelispor. Bei einem Testspiel für die Türkische U21-Nationalmannschaft gegen die U-21 der Israels spielte er über die volle Spiellänge. Nach diesem Spiel lief Kara vier weitere Mal für die türkische U-21 auf.
Durch seine überzeugenden Leistungen für Beşiktaş Istanbul wurde Önatlı im April 1994 für die Türkische Nationalmannschaft nominiert und gab am 20. April 1994 gegen die EnglischeRussische sein Länderspieldebüt. 1995 kam Kara zu seinem zweiten und letzten Länderspieleinsatz.

## Trivia
- Im Dezember 2011 kam Kara aufgrund eines Unfalls in die Schlagzeilen. Bei einem Besuch rauchte er auf der Balkonbalustrade sitzend und fiel nach einer Unachtsamkeit rückwärts vom ersten Stock runter und verletzte sich dabei schwer.[3]

## Erfolge
Mit Kocaelispor
- Meister der TFF 1. Lig: 1991/92
- Aufstieg in die Süper Lig: 1991/92
- Tabellenvierter der Süper Lig: 1992/93

Mit Fenerbahçe Istanbul
- Türkischer Meister: 1995/96
- Premierminister-Pokalsieger: 1987/88
- TSYD-Pokalsieger: 1995/96